# Larentia aganopis
Larentia aganopis är en fjärilsart som beskrevs av Turner 1922. Larentia aganopis ingår i släktet Larentia och familjen mätare. Inga underarter finns listade i Catalogue of Life.